# Batman: Arkham

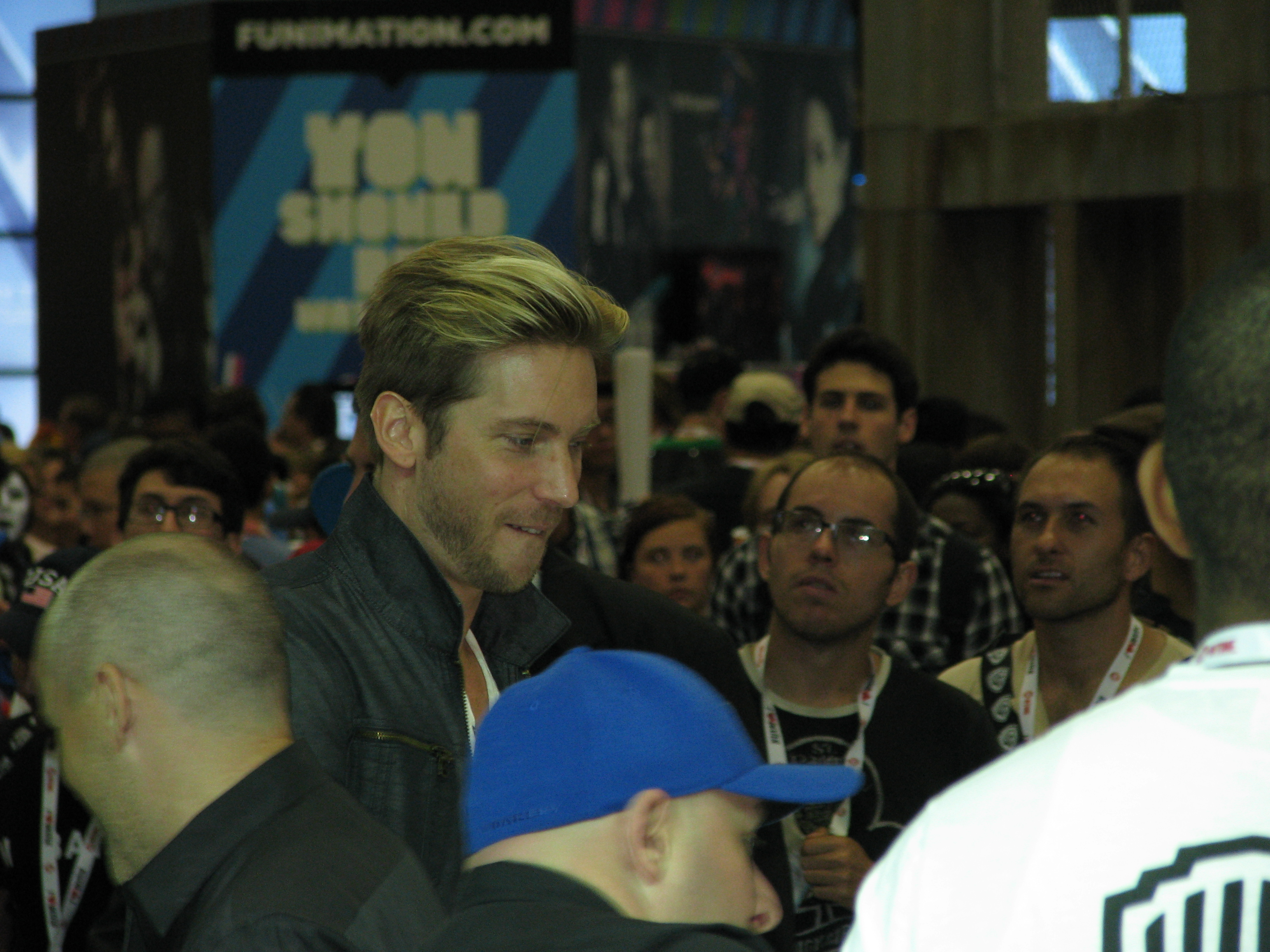
Troy Baker dando autógrafos em um evento do Batman: Arkham Origins

Batman: Arkham é uma série de jogos eletrônicos de ação-aventura e furtividade de super-heróis baseado no personagem Batman da DC Comics, produzidos pela Rocksteady Studios e Warner Bros. Games Montréal, publicada originalmente pela Eidos Interactive e atualmente pela Warner Bros. Games para PlayStation 3, PlayStation 4, PlayStation 5, Xbox 360, Xbox One, Xbox Series X/S, Microsoft Windows e várias outras plataformas. A série consiste em quatro parcelas principais e um spin-off, juntamente com quatro títulos menores para dispositivos móveis, dois jogos de realidade virtual, histórias em quadrinhos tie-in e um filme de animação.
Os principais jogos da série Batman: Arkham foram recebidos com sucesso e aclamação da crítica, com elogios por suas narrativas, dublagem, personagens, design de mundo, gráficos e jogabilidade. Os jogos venderam coletivamente mais de 32 milhões de cópias em todo o mundo. O primeiro jogo, Batman: Arkham Asylum (2009), foca-se na luta de Batman para tentar prevenir que o Coringa destrua Gotham City depois de assumir o controle do Asilo Arkham. O segundo jogo, Arkham City (2011), ocorre um ano depois de Hugo Strange expandir Arkham para uma super-prisão aprisionando alguns segmentos de Gotham City; Batman está encarcerado lá dentro e tem que descobrir os segredos por trás do esquema de Strange, o "Protocolo 10". Em Arkham Origins (2013) os eventos ocorrem anos antes de Arkham Asylum, em que um Batman novo e ainda pouco definido, tem de lidar contra oito assassinos que tentam matá-lo para terem a recompensa colocada pelo senhor do crime, o Máscara Negra. O último capitulo produzido pela Rocksteady, Batman: Arkham Knight foi lançado em junho de 2015. Em Arkham Knight os eventos ocorrem nove meses depois de Arkham City onde o Espantalho e um misterioso novo inimigo, o Cavaleiro de Arkham, são os principais vilões. No final de 2016 foi lançado Batman: Arkham VR, um jogo em Realidade Virtual que se passa antes de Arkham Knight e é apresentado como um pesadelo do Batman causado pelo sangue do Coringa injetado nele em Arkham City.
Em 2016, uma remasterização de Arkham Asylum e Arkham City intitulada Return To Arkham foi lançada para PlayStation 4 e Xbox One com gráficos adaptados para a nova geração de consoles.

## Jogos publicados
| Título                                 | Ano  | Console | Console | Console | Console | Console | Console | Console | PC  | PC  | Portátil | Portátil | Móvel | Móvel |
| Título                                 | Ano  | PS3     | PS4     | PS5     | Wii U   | X360    | XOne    | XSX     | Mac | Win | 3DS      | Vita     | And   | iOS   |
| -------------------------------------- | ---- | ------- | ------- | ------- | ------- | ------- | ------- | ------- | --- | --- | -------- | -------- | ----- | ----- |
| Batman: Arkham Asylum                  | 2009 | Sim     | Sim     | Não     | Não     | Sim     | Sim     | Não     | Sim | Sim | Não      | Não      | Não   | Não   |
| Batman: Arkham Citya                   | 2011 | Sim     | Sim     | Não     | Sim     | Sim     | Sim     | Não     | Sim | Sim | Não      | Não      | Não   | Não   |
| Batman: Arkham City Lockdown           | 2011 | Não     | Não     | Não     | Não     | Não     | Não     | Não     | Não | Não | Não      | Não      | Sim   | Sim   |
| Batman: Arkham Origins                 | 2013 | Sim     | Não     | Não     | Sim     | Sim     | Não     | Não     | Não | Sim | Não      | Não      | Não   | Não   |
| Batman: Arkham Origins (móvel)         | 2013 | Não     | Não     | Não     | Não     | Não     | Não     | Não     | Não | Não | Não      | Não      | Sim   | Sim   |
| Batman: Arkham Origins Blackgateb      | 2013 | Sim     | Não     | Não     | Sim     | Sim     | Não     | Não     | Não | Sim | Sim      | Sim      | Não   | Não   |
| Batman: Arkham Knight                  | 2015 | Não     | Sim     | Não     | Não     | Não     | Sim     | Não     | Não | Sim | Não      | Não      | Não   | Não   |
| Batman: Arkham Underworld              | 2015 | Não     | Não     | Não     | Não     | Não     | Não     | Não     | Não | Não | Não      | Não      | Sim   | Sim   |
| Batman: Arkham VR                      | 2016 | Não     | Sim     | Não     | Não     | Não     | Não     | Não     | Não | Sim | Não      | Não      | Não   | Não   |
| Suicide Squad: Kill the Justice League | 2024 | Não     | Não     | Sim     | Não     | Não     | Não     | Sim     | Não | Sim | Não      | Não      | Não   | Não   |
| Batman: Arkham Shadow                  | 2024 | Não     | Não     | Sim     | Não     | Não     | Não     | Não     | Não | Não | Não      | Não      | Não   | Não   |

↑a : A versão Wii U foi lançada com o nome Batman Arkham City Armored Edition.
↑b : As versões para console e PC têm o nome Batman: Arkham Origins Blackgate Deluxe Edition.

### Série principal

##### Batman: Arkham Asylum(2009)
| 2009 | Batman: Arkham Asylum                  |
| 2010 |                                        |
| 2011 | Batman: Arkham City                    |
| 2011 | Batman: Arkham City Lockdown           |
| 2012 |                                        |
| 2013 | Batman: Arkham Origins                 |
| 2013 | Batman: Arkham Origins ( Celular)      |
| 2013 | Batman: Arkham Origins Blackgate       |
| 2014 |                                        |
| 2015 | Batman: Arkham Knight                  |
| 2016 | Batman: Arkham Underworld              |
| 2016 | Batman: Arkham VR                      |
| 2017 |                                        |
| 2018 |                                        |
| 2019 |                                        |
| 2020 |                                        |
| 2021 |                                        |
| 2022 |                                        |
| 2023 |                                        |
| 2024 | Suicide Squad: Kill the Justice League |
| 2024 | Batman: Arkham Shadow                  |

Batman: Arkham Asylum, o primeiro jogo da série, foi escrito pelo veterano escritor do Batman Paul Dini e desenvolvido pela Rocksteady. O jogo se passa inteiramente na Ilha Arkham, que abriga o homônimo Arkham Asylum, lar de alguns dos inimigos mais notórios do Batman. Na história principal, Batman deve mais uma vez parar seu arqui-inimigo, o Coringa, que instigou uma trama elaborada para tomar o controle de Arkham e prender Batman na ilha, enquanto ameaça Gotham City com bombas escondidas. Enquanto luta contra os internos do Asilo e tenta restaurar a ordem, Batman descobre que o Coringa ganhou posse de uma grande quantidade de Titan, um produto químico experimental baseado em Venom, a droga usada por Bane para aumentar seus poderes, e deve destruí-lo antes que o Coringa possa usá-lo para seus esquemas nefastos. Kevin Conroy, Mark Hamill e Arleen Sorkin dublam respectivamente Batman, Coringa e Arlequina no jogo, reprisando seus papéis do Universo Animado da DC Comics.
Após seu lançamento inicial, Arkham Asylum recebeu conteúdo para download (DLC) que adicionou novos mapas ao modo desafio do jogo, bem como o Coringa como personagem jogável (embora apenas nas versões PlayStation 3 e Return to Arkham).

##### Batman: Arkham City(2011)
Batman: Arkham City é a sequência de Arkham Asylum e apresenta um elenco maior de personagens e uma história novamente escrita por Paul Dini, junto com Paul Crocker e Sefton Hill. Situado 18 meses após Arkham Asylum, o jogo vê Bruce Wayne encarcerado em Arkham City, uma nova superprisão baseada nas decadentes favelas urbanas de Gotham City, estabelecida pelo ex-diretor do Arkham Asylum e atual prefeito de Gotham, Quincy Sharp. Enquanto luta com vários presos que se aproveitam da ilegalidade de Arkham City, Batman deve descobrir o segredo por trás de um esquema sinistro, codinome "Protocolo 10", orquestrado pelo diretor da instalação, Hugo Strange. Ao mesmo tempo, o Coringa está morrendo lentamente devido às propriedades instáveis da fórmula Titan em seu sangue, e infecta Batman com a mesma doença para forçá-lo a encontrar uma cura. Kevin Conroy e Mark Hamill reprisam seus respectivos papéis como Batman e Coringa.
Arkham City introduz missões secundárias à série, cada uma focando em diferentes vilões cujos esquemas Batman deve frustrar. Ele também apresenta um DLC que adiciona Mulher-Gato como personagem jogável, junto com sua própria campanha que corre paralelamente à história principal. Além de Batman e Mulher-Gato, o modo de desafio do jogo também apresenta Asa Noturna e Robin como personagens jogáveis. Outro DLC, intitulado Harley Quinn's Revenge, adiciona uma segunda campanha, ambientada após a história principal, na qual Robin deve resgatar Batman depois que ele é capturado por uma vingativa Arlequina em Arkham City.

##### Batman: Arkham Origins(2013)
Batman: Arkham Origins é uma prequela da série, ocorrendo doze anos antes dos eventos de Arkham Asylum. Foi desenvolvido pela Warner Bros. Games Montréal e escrito pelos escritores de Assassin's Creed e Prince of Persia, Corey May e Dooma Wendschuh. O jogo é o primeiro da série a apresentar jogabilidade multijogador, desenvolvido pela Splash Damage. A história segue um Batman mais jovem, menos refinado e menos experiente, que tem uma recompensa colocada por sua cabeça por Máscara Negra, atraindo oito dos assassinos mais mortais do mundo para Gotham City na véspera de Natal. Enquanto tenta levar Máscara Negra à justiça, Batman também deve lidar com a polícia, que quer prendê-lo por seu vigilantismo, e outros vilões que se aproveitam do caos em Gotham. O enredo apresenta momentos chave na carreira de Batman, como seu primeiro encontro com o Coringa e o início de sua parceria e amizade com Jim Gordon. Arkham Origins apresenta aproximadamente o mesmo cenário de Arkham City, Old Gotham, mas com várias mudanças para refletir o período de tempo diferente, já que a área ainda não foi transformada em Arkham City. O cenário também incorpora uma nova área da cidade, chamada New Gotham, localizada no sul, e a Batcaverna. Roger Craig Smith e Troy Baker dublam Batman e o Coringa, respectivamente, substituindo Conroy e Hamill dos dois jogos anteriores.
Assim como seus predecessores, o jogo apresenta DLC que adiciona novos mapas de desafio e trajes para Batman, assim como Bruce Wayne e Exterminador como personagens jogáveis no modo desafio. O DLC Cold, Cold Heart adiciona uma nova campanha baseada em história, ambientada uma semana após os eventos da história principal, na véspera de Ano Novo; ele descreve o primeiro encontro de Batman com Mr. Freeze, pegando emprestado inspiração pesada do episódio "Heart of Ice" de Batman: The Animated Series.

##### Batman: Arkham Knight(2015)
Batman: Arkham Knight é a sequência de Arkham City, o único a receber uma classificação 'M' e a maior parcela da série. Pretendido para ser o último Batman: Arkham, foi desenvolvido mais uma vez pela Rocksteady e lançado para PlayStation 4, Xbox One e Windows em 23 de junho de 2015. Situado nove meses após os eventos de Arkham City, o jogo vê o retorno do vilão Espantalho, que força uma evacuação em toda a cidade em Gotham e une vários dos maiores vilões do Batman em uma tentativa de destruir o Cavaleiro das Trevas de uma vez por todas. Espantalho é auxiliado pelo misterioso Arkham Knight, que tem uma vingança pessoal contra Batman e parece saber todos os seus segredos. Embora auxiliado por vários aliados, a busca de Batman para deter os vilões é dificultada pelo Coringa, que, apesar de sua morte em Arkham City, vive como uma alucinação na mente de Batman e está lentamente assumindo seu corpo. Arkham Knight se passa em Uptown Gotham, que fica a oeste de City e Origins' Old e New Gotham, e compreende três ilhas principais: Bleake Island, Miagani Island e Founders' Island. Kevin Conroy e Mark Hamill reprisam seus papéis como Batman e Coringa, respectivamente.
O DLC lançado para o jogo inclui quatro missões secundárias centradas nos vilões Killer Croc, Ra's al Ghul, Mr. Freeze e Mad Hatter; missões curtas baseadas em histórias ambientadas antes e depois da história principal, com foco em personagens diferentes do Batman, como Batgirl, Capuz Vermelho, Arlequina, Asa Noturna, Robin e Mulher-Gato; mapas de desafios adicionais; e skins para os personagens jogáveis e para o Batmóvel (que faz sua estreia na série como um veículo dirigível).

### Outros jogos

##### Batman: Arkham City Lockdown(2011)
Batman: Arkham City Lockdown é um jogo de luta para iOS e Android desenvolvido pela NetherRealm Studios, os criadores de Mortal Kombat 9, que serve como um spin-off e prequel para os eventos de Batman: Arkham City. O jogo apresenta dublagem, com a maioria dos atores em seus papéis de Arkham Asylum e Arkham City.

##### Batman: Arkham Origins(celular) (2013)
Batman: Arkham Origins é um jogo de luta para iOS e Android desenvolvido pela NetherRealm Studios. Ele joga de forma semelhante ao Arkham City Lockdown e segue o mesmo enredo das versões para console e PC do jogo.

##### Batman: Arkham Origins Blackgate
Batman: Arkham Origins Blackgate é um jogo de rolagem lateral desenvolvido para o PlayStation Vita e Nintendo 3DS pela Armature Studio. Ambientado três meses após os eventos de Arkham Origins, a história mostra Batman investigando uma explosão misteriosa na Prisão de Blackgate que libertou os presos e permitiu que os notórios chefões do crime Joker, Black Mask e Penguin assumissem o controle da prisão. Com a ajuda da Mulher-Gato, que ele encontra pela primeira vez, Batman tenta levar todos os três
chefões do crime à justiça, no processo descobrindo um segredo obscuro sobre seu novo aliado. Uma edição deluxe do jogo, com novos mapas, encontros com inimigos, níveis de dificuldade, batsuits e visuais aprimorados, foi lançada no PlayStation 3, Xbox 360, Nintendo Wii U e Microsoft Windows em abril de 2014.

##### Batman: Arkham Underworld(2016)
Batman: Arkham Underworld é um jogo para iOS e Android desenvolvido pela Turbine, Inc. e lançado no iOS em 14 de julho de 2016. Situado alguns anos antes dos eventos de Arkham Asylum, o jogo dá aos jogadores o controle sobre uma equipe de vilões - incluindo inimigos infames do Batman, como o Charada, Arlequina, Sr. Frio, Crocodilo, Espantalho e Bane, e os faz construir esconderijos e recrutar capangas, com o objetivo de se tornar o "próximo chefão do crime" de Gotham City. Arkham Underworld apresenta dublagem, com muitos atores reprisando seus papéis das principais parcelas da série. O jogo foi encerrado em 2017.

##### Batman: Arkham VR(2016)
Em junho de 2016 na E3 2016, foi anunciado que a Rocksteady estava desenvolvendo um jogo Batman: Arkham para o PlayStation VR, que foi lançado em outubro de 2016. O jogo se passa algumas semanas antes dos eventos de Arkham Knight, e os jogadores "utilizam os dispositivos lendários do Batman para desvendar uma trama que ameaça a vida de seus aliados mais próximos". Foi lançado para o Oculus Rift e HTC Vive em 25 de abril de 2017.

##### Suicide Squad: Kill the Justice League(2024)
Um jogo do Esquadrão Suicida foi considerado uma possibilidade pela primeira vez após o fim de Batman: Arkham Origins, que apresentou uma cena pós-créditos em que Deathstroke é convidado por Amanda Waller para se juntar ao Esquadrão Suicida. Nos anos após o lançamento de Batman: Arkham Knight, houve rumores sugerindo que o estúdio estava trabalhando em um jogo do Esquadrão Suicida, mas nenhum anúncio oficial foi feito pela equipe de desenvolvimento ou pela editora. Em dezembro de 2016, Jason Schreier do Kotaku revelou que o título havia sido cancelado, e a Warner Bros. Games Montreal mudou seu foco para um novo jogo do Batman estrelado por Damian Wayne como o novo Cavaleiro das Trevas, mas conforme confirmado em janeiro de 2024 pelo dublador Josh Keaton que trabalhou no jogo, não ambientado no Arkhamverse. Em abril de 2017, Schreier relatou que até mesmo o título Damian foi enlatado e transformado em um jogo diferente do Batman, que foi revelado como Gotham Knights no DC FanDome de 2020 (que também não está relacionado ao Arkhamverse). Como resultado, a Rocksteady Studios assumiu o IP do Esquadrão Suicida e iniciou o desenvolvimento de um jogo diferente baseado na facção e ambientado após os eventos de Batman: Arkham Knight. Inicialmente, havia rumores de que a Rocksteady estava trabalhando em um jogo com o tema Superman, que mais tarde foi desmascarado. A arte oficial do jogo foi revelada pela Rocksteady em 7 de agosto de 2020. O primeiro trailer do jogo estreou no DC FanDome. Em 23 de março de 2022, a Rocksteady anunciou que o jogo havia sido adiado de sua janela de lançamento prevista para 2022 para a primavera de 2023. O jogo marcou uma das últimas atuações de Kevin Conroy como Batman e sua última atuação como o Batman do Arkhamverse, após sua morte em novembro de 2022.
Como o jogo se passa no Arkhamverse, os fios da trama estabelecidos na série Batman: Arkham continuariam em Suicide Squad: Kill the Justice League. O jogo apresenta jogabilidade cooperativa e permite que os jogadores escolham entre quatro personagens jogáveis: Arlequina, Pistoleiro, Capitão Bumerangue e Tubarão-Rei. No enredo principal, Brainiac ataca Metrópolis e escraviza a maior parte da Liga da Justiça com sua tecnologia de controle mental, forçando Amanda Waller a reunir uma força-tarefa de ex-internos do Asilo Arkham para detê-lo.

##### Batman: Arkham Shadow(2024)
Em 1º de maio de 2024, um trailer de revelação foi lançado para Batman: Arkham Shadow. Foi anunciado que o jogo seria exclusivo para o Meta Quest 3. Lançamento está previsto para o final de 2024. O jogo serve como uma sequência direta de Batman: Arkham Origins, com Roger Craig Smith retornando como Batman pela primeira vez em 4 anos.

### Coleções

##### Batman: Arkham Bundle(2013)
Em 23 de setembro de 2013, o Batman: Arkham Bundle foi lançado na América do Norte para o PlayStation 3 e Xbox 360, como uma coleção Greatest Hits e Platinum Hits, respectivamente. Ele apresenta a edição Game of the Year de Arkham Asylum, que inclui os mapas de desafio "Totally Insane", "Nocturnal Hunter", "Crime Alley" e "Scarecrow Nightmare", e a edição Game of the Year de Arkham City, que inclui todo o conteúdo adicional , incluindo vários pacotes de DLC de skin, bem como a história estendida Harley Quinn's Revenge.

##### Batman: Arkham Coleção(2013)
Em 22 de novembro de 2013, a Batman: Arkham Collection foi lançada na Europa para PlayStation 3, Xbox 360 e Microsoft Windows. A coleção apresenta versões para download de Arkham Asylum e Arkham City, e uma cópia física de Arkham Origins. Além disso, a versão para PlayStation 3 apresenta o pacote DLC Knightfall para Arkham Origins, enquanto Arkham Asylum e Arkham City são as edições do Jogo do Ano no Windows.

##### Batman: O Retorno a Arkham(2016)
Batman: Return to Arkham, desenvolvido pela Virtuos, apresenta versões remasterizadas de Arkham Asylum e Arkham City usando Unreal Engine 4 para PlayStation 4 e Xbox One. Além disso, ambos os jogos incluem todo o conteúdo para download lançado anteriormente e apresentam gráficos aprimorados, modelos e ambientes atualizados, bem como melhorias na iluminação, efeitos e shaders. A coleção foi lançada em 18 de outubro de 2016, com críticas mistas a positivas. Os revisores notaram melhorias nas texturas e sombreamento, mas dividiram opiniões sobre o design visual e os efeitos de iluminação. A coleção também foi criticada por problemas com sua taxa de quadros , tendo sido limitada a 30 quadros por segundo, com Arkham City rodando sem limite em até 60 quadros por segundo no lançamento.

##### Batman: Arkham Coleção(2019)
Em 6 de setembro de 2019, o Batman: Arkham Collection foi lançada na Europa para PlayStation 4 e Xbox One. Ela contém as versões remasterizadas de Arkham Asylum e Arkham City de Return to Arkham e a edição premium de Arkham Knight . A edição física da coleção inclui discos para os dois primeiros jogos e um código de download digital para o terceiro jogo.

##### Batman: Trilogia Arkham(2023)
Embora inicialmente vazado pelo varejista francês WTT em 2022, Batman: Arkham Trilogy foi oficialmente anunciado via Nintendo Direct em 21 de junho de 2023. Ele contém Batman: Arkham Asylum, Arkham City e Arkham Knight em um pacote com todos os seus respectivos DLCs incluídos, e foi lançado exclusivamente para o Nintendo Switch em 1º de dezembro de 2023. Foi desenvolvido pela Turn Me Up. A edição física incluía apenas Arkham Asylum no cartucho, enquanto Arkham City e Arkham Knight exigiam um download separado. Um Batsuit alternativo adicional inspirado na interpretação do personagem por Robert Pattinson em The Batman (2022) foi adicionado primeiro à versão Nintendo Switch de Arkham Knight como parte da Trilogia antes de chegar a outras plataformas mais tarde. A coleção foi dedicada a Kevin Conroy, que dublou o Batman nesses jogos.

## Personagens
| Personagem                                               | Batman: Arkham jogos eletrônicos     | Batman: Arkham jogos eletrônicos | Batman: Arkham jogos eletrônicos | Batman: Arkham jogos eletrônicos | Batman: Arkham jogos eletrônicos | Suicide Squad: Kill the Justice League |
| Personagem                                               | Batman: Arkham Asylum                | Batman: Arkham City              | Batman: Arkham Origins           | Batman: Arkham Origins Blackgate | Batman: Arkham Knight            | Suicide Squad: Kill the Justice League |
| -------------------------------------------------------- | ------------------------------------ | -------------------------------- | -------------------------------- | -------------------------------- | -------------------------------- | -------------------------------------- |
| Personagem                                               | 2009                                 | 2011                             | 2013                             | 2013                             | 2015                             | 2024                                   |
| Bruce Wayne Batman                                       | Kevin Conroy Kimberly Brooks (child) | Kevin Conroy                     | Roger Craig Smith                | Roger Craig Smith                | Kevin Conroy                     | Kevin Conroy                           |
| Introduzido em Batman: Arkham Asylum                     |                                      |                                  |                                  |                                  |                                  |                                        |
| Bane                                                     | Fred Tatasciore                      | Fred Tatasciore                  | JB Blanc                         |                                  |                                  |                                        |
| Frank Boles                                              | Danny Jacobs                         |                                  |                                  |                                  |                                  |                                        |
| Aaron Cash                                               | Duane R. Shepard, Sr.                | Duane R. Shepard, Sr.            |                                  | Duane R. Shepard, Sr.            | Duane R. Shepard, Sr.            |                                        |
| Sarah Cassidy                                            | Kimberly Brooks                      |                                  |                                  |                                  |                                  |                                        |
| Joe Chill                                                | Duane R. Shepard, Sr.                |                                  |                                  |                                  |                                  |                                        |
| Dr. Jonathan Crane Scarecrow                             | Dino Andrade                         |                                  | John Noble                       |                                  |                                  |                                        |
| Barbara Gordon Oracle / Batgirl                          | Kimberly Brooks                      | Kimberly Brooks                  | Kelsey Lansdowne                 |                                  | Ashley Greene                    |                                        |
| James "Jim" Gordon                                       | Tom Kane Rick D. Wasserman (Young)   | David Kaye                       | Michael Gough                    | Michael Gough                    | Jonathan Banks                   |                                        |
| Dr. Pamela Isley Poison Ivy                              | Tasia Valenza                        | Tasia Valenza                    |                                  | Tasia Valenza                    | Darcy Rose Byrnes                |                                        |
| Joker                                                    | Mark Hamill                          | Mark Hamill                      | Troy Baker                       | Troy Baker                       | Mark Hamill                      | J. P. Karliak                          |
| Waylon Jones Killer Croc                                 | Steve Blum                           | Steve Blum                       | Khary Payton                     |                                  | Steve Blum                       |                                        |
| Basil Karlo Clayface                                     | Tom KaneDuane R. Shepard, Sr.        | Rick D. WassermanMark Hamill     |                                  |                                  |                                  |                                        |
| Edward Nashton The Riddler / Enigma                      | Wally Wingert                        | Wally Wingert                    | Wally Wingert                    |                                  | Wally Wingert                    | Wally Wingert                          |
| William North                                            | Roger Rose                           | Roger Rose                       |                                  |                                  |                                  |                                        |
| Dr. Harleen Quinzel Harley Quinn                         | Arleen Sorkin                        | Tara Strong                      | Tara Strong                      |                                  | Tara Strong                      | Tara Strong                            |
| Jack Ryder                                               | James Horan                          | James Horan                      | James Horan                      |                                  | James Horan                      | James Horan                            |
| Scarface                                                 | Mark Hamill                          | No voice actor                   |                                  | No voice actor                   |                                  |                                        |
| Quincy Sharp                                             | Tom Kane                             | Tom Kane                         | Tom Kane                         |                                  |                                  |                                        |
| Martha Wayne                                             | Tasia Valenza                        | Tasia Valenza                    |                                  | No voice actor                   | No voice actor                   |                                        |
| Thomas Wayne                                             | Kevin Conroy                         | No voice actor                   | No voice actor                   |                                  | No voice actor                   |                                        |
| Gretchen Whistler                                        | Adrienne Barbeau                     |                                  |                                  |                                  |                                  |                                        |
| Penelope Young                                           | Cree Summer                          |                                  |                                  |                                  |                                  |                                        |
| Victor Zsasz                                             | Danny Jacobs                         | Danny Jacobs                     |                                  | No voice actor                   |                                  |                                        |
| Introduzido em Batman: Arkham City                       |                                      |                                  |                                  |                                  |                                  |                                        |
| Ra's al Ghul                                             | Corpse only                          | Dee Bradley Baker                |                                  | Dee Bradley Baker                |                                  |                                        |
| Talia al Ghul                                            |                                      | Stana Katic                      |                                  |                                  |                                  |                                        |
| Oswald Cobblepot O Pinguim                               |                                      | Nolan North                      | Nolan North                      | Nolan North                      | Nolan North                      | Nolan North                            |
| Julian Day Calendar Man                                  |                                      | Maurice LaMarche                 | No voice actor                   | No voice actor                   |                                  |                                        |
| Harvey Dent Two-Face                                     |                                      | Troy Baker                       |                                  | Troy Baker                       |                                  |                                        |
| Tim Drake Robin                                          |                                      | Troy Baker                       |                                  | Matthew Mercer                   |                                  |                                        |
| Thomas Elliot The Identity Thief / Hush                  |                                      | Kevin Conroy                     |                                  | Kevin Conroy                     |                                  |                                        |
| Nora Fries                                               |                                      |                                  | Cissy Jones                      |                                  |                                  |                                        |
| Victor Fries Mr. Freeze                                  |                                      | Maurice LaMarche                 | Maurice LaMarche                 |                                  | Maurice LaMarche                 |                                        |
| Cyrus Gold Solomon Grundy                                |                                      | Fred Tatasciore                  | Fred Tatasciore                  |                                  |                                  |                                        |
| Dick Grayson Nightwing / Robin                           |                                      | Troy Baker                       | Josh Keaton                      |                                  | Scott Porter                     |                                        |
| Selina Kyle Catwoman                                     |                                      | Grey DeLisle                     |                                  | Grey DeLisle                     | Grey DeLisle                     |                                        |
| Michael Lane Azrael                                      |                                      | Khary Payton                     |                                  | Khary Payton                     | Predefinição:CEmpty              |                                        |
| Floyd Lawton Deadshot                                    |                                      | Chris Cox                        | Chris Cox                        | Chris Cox                        | colspan="2" Predefinição:CEmpty  |                                        |
| Abramovici / Mister Hammer                               |                                      | Fred Tatasciore                  |                                  |                                  |                                  |                                        |
| Alfred Pennyworth                                        |                                      | Martin Jarvis                    | Martin Jarvis                    |                                  | Martin Jarvis                    |                                        |
| Abramovici / Sickle                                      |                                      | Steve Blum                       |                                  |                                  |                                  |                                        |
| Roman Sionis Black Mask                                  |                                      | Nolan North                      | Brian Bloom                      | Brian Bloom                      | Brian Bloom                      |                                        |
| Hugo Strange                                             |                                      | Corey Burton                     |                                  |                                  |                                  |                                        |
| Jervis Tetch Mad Hatter                                  |                                      | Peter MacNicol                   | Peter MacNicol                   |                                  | Peter MacNicol                   |                                        |
| Vicki Vale                                               |                                      | Grey DeLisle                     | Grey DeLisle                     |                                  | Grey DeLisle                     |                                        |
| Introduzido em Batman: Arkham Origins                    |                                      |                                  |                                  |                                  |                                  |                                        |
| Ferris Boyle                                             |                                      | Stephen Tobolowsky               |                                  |                                  |                                  |                                        |
| Howard Branden                                           |                                      | Chris Fries                      |                                  |                                  |                                  |                                        |
| Lester Buchinsky Electrocutioner                         |                                      | Steven Blum                      |                                  |                                  |                                  |                                        |
| Harvey Bullock                                           |                                      | Robert Costanzo                  |                                  |                                  |                                  |                                        |
| Tracey Buxton                                            |                                      | Laura Waddell                    |                                  |                                  |                                  |                                        |
| Candy                                                    |                                      | Masasa Moyo                      |                                  |                                  |                                  |                                        |
| Copperhead                                               |                                      | Rosa Salazar                     |                                  |                                  |                                  |                                        |
| Alberto Falcone                                          |                                      | Quinton Flynn                    |                                  |                                  |                                  |                                        |
| Martin Joseph                                            |                                      | Khary Payton                     | Khary Payton                     |                                  |                                  |                                        |
| Kirigi                                                   |                                      | Kaiji Tang                       |                                  |                                  |                                  |                                        |
| Ricky "Loose Lips" LeBlanc                               |                                      | Steven Blum                      |                                  |                                  |                                  |                                        |
| Gillian B. Loeb                                          |                                      | JB Blanc                         |                                  |                                  |                                  |                                        |
| Garfield Lynns Firefly                                   |                                      | Crispin Freeman                  |                                  | Crispin Freeman                  |                                  |                                        |
| Cyrus Pinkney                                            |                                      | Jim Ward                         |                                  |                                  |                                  |                                        |
| Judge Harkness                                           |                                      | Richard Epcar                    |                                  |                                  |                                  |                                        |
| Sandra Wu-San Shiva                                      |                                      | Kelly Hu                         |                                  |                                  |                                  |                                        |
| Angel "Bird" Vallelungua                                 |                                      | Christian Lanz                   |                                  |                                  |                                  |                                        |
| Amanda Waller                                            |                                      | CCH Pounder                      | CCH Pounder                      |                                  | Debra Wilson                     |                                        |
| Slade Wilson Deathstroke                                 |                                      | Mark Rolston                     |                                  | Mark Rolston                     | TBA                              |                                        |
| Lonnie Machin Anarky                                     |                                      | Matthew Mercer                   |                                  |                                  |                                  |                                        |
| Introduzido em Batman: Arkham Origins Blackgate          |                                      |                                  |                                  |                                  |                                  |                                        |
| Rick Flag                                                |                                      | Adam Baldwin                     |                                  | Jim Pirri                        |                                  |                                        |
| Ben Turner Bronze Tiger                                  |                                      | Gary Anthony Sturgis             |                                  |                                  |                                  |                                        |
| Introduzido em Batman: Arkham Knight                     |                                      |                                  |                                  |                                  |                                  |                                        |
| Henry Adams                                              |                                      | Garrick Hagon                    |                                  |                                  |                                  |                                        |
| Christina Bell                                           |                                      | Sara Cravens                     |                                  |                                  |                                  |                                        |
| Deacon Joseph Blackfire                                  |                                      | Marc Worden                      |                                  |                                  |                                  |                                        |
| Jonathan Browne / Johnny Charisma                        |                                      | Michael Rosenbaum                |                                  |                                  |                                  |                                        |
| Lucius Fox                                               |                                      | Dave Fennoy                      |                                  |                                  |                                  |                                        |
| Kate Kane                                                |                                      | Tasia Valenza                    |                                  |                                  |                                  |                                        |
| Albert King                                              |                                      | Issac Singleton Jr.              |                                  |                                  |                                  |                                        |
| Francine Langstrom                                       |                                      | Jules de Jongh                   |                                  |                                  |                                  |                                        |
| Kirk Langstrom Man-Bat                                   |                                      | Loren Lester                     |                                  |                                  |                                  |                                        |
| Lex Luthor                                               |                                      | Keith Silverstein                | Corey Burton                     |                                  |                                  |                                        |
| Officer Owens                                            |                                      | Dave Boat                        |                                  |                                  |                                  |                                        |
| Nyssa Raatko                                             |                                      | Jennifer Hale                    |                                  |                                  |                                  |                                        |
| Warden Ranken                                            |                                      | William Salyers                  |                                  |                                  |                                  |                                        |
| Simon Stagg                                              |                                      | Philip Proctor                   |                                  |                                  |                                  |                                        |
| Jason Todd Arkham Knight / Red Hood                      |                                      | Troy Baker                       |                                  |                                  |                                  |                                        |
| Raymond Underhill                                        |                                      | JB Blanc                         |                                  |                                  |                                  |                                        |
| Lazlo Valentin Professor Pyg                             |                                      | Dwight Schultz                   |                                  |                                  |                                  |                                        |
| Introduzido em Esquadrão Suicida: Mate a Liga da Justiça |                                      |                                  |                                  |                                  |                                  |                                        |
| Barry Allen The Flash                                    |                                      | Scott Porter                     |                                  |                                  |                                  |                                        |
| Vril Dox Brainiac                                        |                                      | Jason Isaacs                     |                                  |                                  |                                  |                                        |
| Tianna Cortez                                            |                                      | Krizia Bajos                     |                                  |                                  |                                  |                                        |
| Mikron O'Jeneus Gizmo                                    |                                      | Rick Pasqualone                  |                                  |                                  |                                  |                                        |
| Marcus Lo                                                |                                      | Daisuke Tsuji                    |                                  |                                  |                                  |                                        |
| George Harkness Captain Boomerang                        |                                      | Daniel Lapaine                   |                                  |                                  |                                  |                                        |
| Dr. Sydney Happersen                                     |                                      | Dave B. Mitchell                 |                                  |                                  |                                  |                                        |
| Kal-El / Clark Kent Superman                             |                                      | Nolan North                      |                                  |                                  |                                  |                                        |
| Princess Diana Wonder Woman                              |                                      | Zehra Fazal                      |                                  |                                  |                                  |                                        |
| Lois Lane                                                |                                      | Seychelle Gabriel                |                                  |                                  |                                  |                                        |
| Floyd Lawton Deadshot                                    |                                      | Bumper Robinson                  |                                  |                                  |                                  |                                        |
| Zoe Lawton                                               |                                      | TBA                              |                                  |                                  |                                  |                                        |
| Taki Matsuda                                             |                                      | Anne Yatco                       |                                  |                                  |                                  |                                        |
| Nanaue King Shark                                        |                                      | Joe Seanoa                       |                                  |                                  |                                  |                                        |
| Hiro Okamura Toyman                                      |                                      | Christopher Sean                 |                                  |                                  |                                  |                                        |
| Flynn Russell                                            |                                      | Camrus Johnson                   |                                  |                                  |                                  |                                        |
| John Stewart Lanterna Verde                              |                                      | Dan White                        |                                  |                                  |                                  |                                        |
| Zalika Hack                                              |                                      | Omono Okojie                     |                                  |                                  |                                  |                                        |

1. ^ Esta versão do Coringa é de um Elseworlds e membro do Esquadrão Suicida de seu mundo.
2. ^ Esta versão do Pistoleiro é afro-americana, que também afirma que o Pistoleiro que apareceu nos jogos anteriores do Batman: Arkham era um impostor.

## Outras mídias

### Música
Os dois primeiros jogos foram compostos por Nick Arundel e Ron Fish. Origins foi composto por Christopher Drake, com Arkham Knight sendo composto por Arundel e David Buckley. Vários álbuns de trilhas sonoras foram lançados.

### Histórias em quadrinhos

##### Batman: Arkham Asylumtie-in
Uma história em quadrinhos de 16 páginas e edição única, Batman: Arkham Asylum – The Road to Arkham, foi incluída em edições limitadas de Batman: Arkham Asylum. Escrito por Alan Burnett e ilustrado por Carlos D'Anda, é uma prequela do jogo.

##### Batman: Arkham Citytie-ins
A partir de maio de 2011, a DC Comics lançou uma minissérie de cinco edições intitulada Batman: Arkham City. A minissérie foi criada para preencher a lacuna entre a história de Arkham Asylum e Arkham City, o jogo. A série é escrita por Paul Dini, que escreveu Arkham Asylum e Arkham City, e é desenhada pelo artista conceitual de Arkham Asylum e Arkham City, Carlos D'anda. A minissérie começa um ano após Arkham Asylum, onde o ex-diretor de Arkham Quincy Sharp, agora prefeito de Gotham City, decidiu fechar Arkham Asylum. Ele decide criar "Arkham City" como o novo "lar" para todos os bandidos, gangsters e mentes criminosas insanas de Gotham City, situado no coração de Gotham City. Os presos estão sob o olhar atento do Dr. Hugo Strange e podem vagar livremente e fazer o que quiserem, desde que não tentem escapar.
Além disso, interlúdios digitais de 8 páginas foram lançados para expandir a história incluída na minissérie, e foram escritos mais uma vez por Dini e Derek Fridolfs e desenhados por uma variedade de artistas. Os interlúdios focam nos inimigos do Batman enquanto eles disputam o poder em Arkham City. Os interlúdios foram posteriormente incluídos na versão impressa da edição coletada Batman: Arkham City.
Batman: Arkham Unhinged é uma série de quadrinhos digital original lançada em outubro de 2011 junto com o jogo Arkham City. Derek Fridolfs é o principal escritor da série e é desenhado por muitos artistas diferentes. As histórias giram diretamente de eventos no próprio jogo, ou são flashbacks de eventos anteriores a qualquer jogo, permitindo a expansão do histórico dos personagens, pois eles podem ter existido antes de Arkham City. As histórias se concentram no Batman com destaque, mas algumas destacam os vilões e os personagens secundários também. As histórias foram posteriormente lançadas em formato impresso.
Além disso, Batman: Arkham City–End Game foi lançado em maio de 2012 como quadrinhos digitais, e mais tarde impressos, e se passa após os eventos de Arkham City e antes de seu conteúdo para download, "Harley Quinn's Revenge". A história é escrita por Derek Fridolfs com arte de Jason Shawn Alexander.

##### Batman: Arkham Originstie-in
Batman: Arkham Origins é uma história em quadrinhos digital, baseada no jogo de mesmo nome. Batman: Arkham Origins é o primeiro título a apresentar a nova tecnologia DC 2 Multiverse, que apresenta arte dinâmica, sons de ação e a capacidade de integrar uma trilha sonora, permitindo ao leitor determinar o destino de cada enredo e personagem, com múltiplas opções e resultados finais disponíveis em cada capítulo da história. A história em quadrinhos, ambientada em oito capítulos, é uma prequela da história do jogo e foi criada pelo estúdio digital Madefire.

##### Batman: Arkham Knighttie-ins
Batman: Arkham Knight é uma história em quadrinhos prequela digital do jogo de mesmo nome. Escrita por Peter J. Tomasi, com arte de Viktor Bogdanovic e Art Thibert , e capas de Dan Panosian, a história em quadrinhos retoma os eventos de Arkham City. Foi lançada digitalmente em fevereiro de 2015, com o primeiro lançamento impresso apresentando uma coleção das edições digitais em março de 2015.
Batman: Arkham Knight–Batgirl Begins é uma história em quadrinhos promocional one-shot que foi distribuída gratuitamente na San Diego Comic-Con. Escrita por Tim Seeley e ilustrada por Matthew Clark e Wade Von Grawbadger, a história em quadrinhos conta a história da primeira aventura de Barbara Gordon como Batgirl.
Batman: Arkham Knight–Genesis, é uma série de seis edições escrita por Peter Tomasi e ilustrada por Alisson Borges, que explora a origem do Cavaleiro de Arkham.

##### Esquadrão Suicida: Mate a Liga daJustiça
Uma próxima série de cinco edições intitulada Suicide Squad: Kill Arkham Asylum servirá como uma prequela do jogo.
Coleções
- Batman: Arkham City (reúne Batman: Arkham City #1–5 e Batman: Arkham City–Digital Chapters #1–5; 168 páginas; capa dura, outubro de 2011, ISBN 978-1401232559; brochura, setembro de 2012, ISBN 978-1401234935)
- Batman: Arkham Desequilibrado
  - Volume Um (reúne Batman: Arkham Unhinged #1–5 e Batman: Arkham City–Digital Chapters #6–7; 160 páginas; capa dura, fevereiro de 2013, ISBN 978-1401237493; brochura, agosto de 2013, ISBN 978-1401240189)  
  - Volume dois (reúne Batman: Arkham Unhinged #6–10; 168 páginas; capa dura, agosto de 2013, ISBN 978-1401240196; brochura, janeiro de 2013, ISBN 978-1401242831)  
  - Volume três (reúne Batman: Arkham Unhinged #11–15 e Batman: Arkham City–End Game #1-6; 232 páginas; capa dura, janeiro de 2014, ISBN 978-1401243050 ; brochura, agosto de 2014, ISBN 978-1401246808)  
  - Volume Quatro (reúne Batman: Arkham Unhinged #16–20; 168 páginas; capa dura, agosto de 2014, ISBN 978-1401246815; brochura, fevereiro de 2015, ISBN 978-1401250423)
- Batman: Arkham Origins (reúne os capítulos 1 a 14 de Batman: Arkham Origins; 160 páginas; capa dura, dezembro de 2014, ISBN 978-1401248864; brochura, julho de 2015, ISBN 978-1401254650)
- Batman: Arkham Knight
  - Volume Um (reúne Batman: Arkham Knight #1–4; 144 páginas; capa dura, julho de 2015, ISBN 978-1401258047; brochura, janeiro de 2016, ISBN 978-1401266011)  
  - Volume Dois (reúne Batman: Arkham Knight #5–9 e Batman: Arkham Knight – Batgirl Begins #1; 160 páginas; capa dura, março de 2016, ISBN 978-1401260675 ; brochura, julho de 2016, ISBN 978-1401263409)  
  - Volume três (reúne Batman: Arkham Knight #10–12, Batman: Arkham Knight Annual #1, Batman: Arkham Knight – Robin Special #1 e Batman: Arkham Knight–Harley Quinn and Batgirl Special #1–2; 176 páginas; capa dura, julho de 2016, ISBN 978-1401263393 ; brochura, novembro de 2016, ISBN 978-1401265052)
- Batman: Arkham Knight–Genesis (coleta Batman: Arkham Knight–Genesis #1–6; 144 páginas; capa dura, março de 2016, ISBN 978-1401260668; brochura, setembro de 2016, ISBN 978-1401264444)
- Batman: The Arkham Saga Omnibus (coleta Batman: Arkham Asylum–The Road to Arkham #1 e todas as coleções anteriores, 1.648 páginas, capa dura, setembro de 2018, ISBN 978-1401284329)
- Esquadrão Suicida: Mate o Asilo Arkham (coleta Esquadrão Suicida: Mate o Asilo Arkham nº 1–5, 120 páginas, brochura, outubro de 2024, ISBN 978-1779518385)

### Filme
Um filme de animação ambientado no Arkhamverse, intitulado Batman: Assault on Arkham, foi lançado em 12 de agosto de 2014. Muitos atores envolvidos com os jogos reprisaram seus papéis, incluindo Kevin Conroy como Batman, Troy Baker como o Coringa, Martin Jarvis como Alfred e Nolan North como o Pinguim. O filme se passa cerca de dois anos antes dos eventos de Batman: Arkham Asylum, e se concentra no Esquadrão Suicida (composto por Pistoleiro, Arlequina, Capitão Bumerangue, Nevasca, Aranha Negra e Tubarão-Rei), que são enviados por Amanda Waller para se infiltrar no Asilo Arkham e recuperar um arquivo classificado roubado pelo Charada. Embora seja o personagem-título, Batman é reduzido a um papel coadjuvante, pois tenta impedir o Coringa de destruir Gotham com uma bomba escondida e brevemente cruza o caminho do Esquadrão.

### Novelas

##### Batman: Arkham Knight – O Gambito do Charada(2015)
Um romance de 320 páginas, Batman: Arkham Knight–The Riddler's Gambit, de Alex Irvine, serve como uma prequela de Batman: Arkham Knight.

##### Batman: Arkham Knight – A Novelização Oficial(2015)
Marv Wolfman foi o autor de uma novelização de Batman: Arkham Knight, que foi lançada em julho de 2015.

## Mercadoria
A partir de janeiro de 2011, a DC Direct lançou duas séries de estátuas baseadas em personagens de Arkham Asylum. Além disso, a DC Direct, e mais tarde a DC Collectibles, lançaram quatro séries de estátuas baseadas em personagens de Arkham City, a partir de dezembro de 2011. Em 5 de junho de 2012, a TriForce anunciou que havia adquirido a licença para criar réplicas de várias armas, dispositivos e objetos icônicos de Arkham Asylum e Arkham City. A DC Collectibles anunciou estátuas para lançamento em outubro de 2013 para Arkham Origins, assim como a Mattel anunciou estátuas próprias, com lançamento no final de 2013. Um jogo de tabuleiro, intitulado Batman: Arkham City Escape, foi disponibilizado pela Cryptozoic Entertainment em maio de 2013.

## Aparições fora dos jogos
O jogo Injustice: Gods Among Us apresentou o Arkham City Skin Pack, contendo trajes para download para Batman, Mulher-Gato e Coringa, com base em suas aparições em Arkham City. Um skin de Arkham City também está disponível para Harley Quinn; no entanto, ao contrário dos outros skins de Arkham City, ele deve ser desbloqueado por meio da versão do aplicativo móvel iOS.  Além disso, a arena Arkham Asylum apresenta aparições de Hugo Strange, Scarecrow, Killer Croc, Two-Face, Riddler e Penguin, todos os quais aparecem como nos jogos Arkham anteriores. A versão iOS do jogo apresenta os skins Arkham Origins para Batman, Deathstroke, Deadshot, Joker e Bane, bem como os skins Arkham Knight para Batman, Catwoman, Batgirl, Harley Quinn e o personagem exclusivo Arkham Knight. O traje Arkham Knight para Batman também aparece na versão iOS de Injustice 2.
O personagem Arkham Knight eventualmente fez sua estreia no mainstream DC Universe . No entanto, esta encarnação não é Jason Todd, mas sim Astrid Arkham, filha do diretor do Arkham Asylum Jeremiah Arkham e Ingrid Karlsson. Durante seu nascimento, um motim eclodiu durante uma transferência de prisão no asilo. Apesar do caos, vários vilões ajudaram a entregá-la em segurança, mas um dos prisioneiros matou Ingrid com um dos batarangs do Batman. Astrid cresceu interagindo com muitos dos pacientes do Arkham Asylum e simpatizou com o medo deles do Batman. Depois que ela encontrou a filmagem da morte de sua mãe, ela assumiu que Batman a assassinou e treinou-se por anos para tirar o controle do Batman sobre Gotham. Ela criou a identidade de Arkham Knight para se vingar dele, acreditando que os internos de Arkham também eram suas vítimas.

## Recepção
| Jogo                             | GameRankings                                         | Metacritic                                           |
| -------------------------------- | ---------------------------------------------------- | ---------------------------------------------------- |
| Batman: Arkham Asylum            | 92.07% (PS3) 92.34% (X360) 91.89% (PC)               | 91 (PS3) 92 (X360) 91 (PC)                           |
| Batman: Arkham City              | 96.12% (PS3) 93.89% (X360) 90.43% (PC) 84.87% (WiiU) | 96 (PS3) 94 (X360) 91 (PC) 85 (WiiU)                 |
| Batman: Arkham City Lockdown     | 72.78% (iOS)                                         | 69 (iOS)                                             |
| Batman: Arkham Origins           | 73.59% (PS3) 73.14% (X360) 70.60% (WIIU) 73.57% (PC) | 76/100 (PS3) 74/100 (X360) 70/100 (WIIU) 74/100 (PC) |
| Batman: Arkham Origins Blackgate | 69.50% (3DS) 59.96% (Vita)                           | 68/100 (3DS) 61/100 (Vita)                           |

A série recebeu ampla aclamação da crítica e sucesso comercial, alcançando vendas internacionais vitalícias de mais de 30 milhões de cópias em todo o mundo e altas pontuações de críticos e jogadores. Arkham Asylum detém o Recorde Mundial do Guinness de "Jogo de Super-herói Mais Aclamado pela Crítica de Todos os Tempos" com base em uma pontuação média do Metacritic de 91,67, mas foi substituído por sua sequência Arkham City em 2011. O jogo foi elogiado por alcançar um lado mais sombrio do Batman nunca visto em jogos eletrônicos antes. Também foi aclamado por seu combate polido e jogabilidade furtiva, bem como pela seleção de gadgets à disposição do Batman e pela extensa história em quadrinhos e easter eggs plantados em todo o mapa do Arkham Asylum. Arkham Asylum também recebeu feedback positivo por sua escolha de dubladores, como Mark Hamill e Kevin Conroy como Coringa e Batman, respectivamente. O jogo foi incluído em muitas listas dos melhores jogos de 2009 e ganhou vários prêmios, incluindo Melhor Jogo no BAFTA Video Games Awards e Jogo do Ano na National Academy of Video Game Trade Reviewers. O Guardian incluiu o jogo em sua lista dos 50 melhores jogos do século XXI. O Digital Trends colocou o jogo em sua lista dos melhores jogos de todos os tempos.
Arkham City recebeu a maior aclamação da crítica da série e ganhou vários prêmios, incluindo Melhor Jogo de Ação e Aventura no Golden Joystick Awards e Jogo de Aventura do Ano no DICE Awards. O jogo foi incluído em muitas listas dos melhores jogos de 2011 e também é considerado o maior videogame de história em quadrinhos de todos os tempos. Foi anunciado como tendo a jogabilidade já inovadora e intrincada de seu antecessor e expandindo-a amplamente, bem como abrindo a jogabilidade para um mapa maior, mais detalhado e intrincado. O retorno de Hamill como um Coringa doente e moribundo foi muito bem recebido pelos fãs e críticos, assim como a adição de outros vilões e heróis como Robin, Mulher-Gato, Hugo Strange, Calendar Man e Pinguin. Arkham City atualmente detém o Recorde Mundial do Guinness de "Jogo de Super-herói Mais Aclamado pela Crítica de Todos os Tempos", com a pontuação média do GameRankings de 95,94%. Metacritic e The Hollywood Reporter colocam o jogo entre os melhores videogames da década de 2010-2019.
Arkham Origins, embora considerado o jogo mais fraco da série, ainda foi geralmente bem recebido. O principal consenso entre os críticos foi que o jogo carecia de inovação e avanço da série, muitos deles citando a jogabilidade e a atmosfera semelhantes do jogo anterior, mas que ainda tinha uma história interessante e envolvente. Os visuais também foram ligeiramente degradados em relação à entrada anterior. Isso foi amplamente atribuído à mudança de desenvolvedores da Rocksteady para a Warner Bros. Montréal.  Arkham Origins também foi criticado por seus muitos bugs e falhas, especialmente no PC, bem como seu multijogador estranho e confinado. No entanto, os elogios foram direcionados ao elenco de voz e à narrativa, à representação do Coringa no jogo, bem como aos relacionamentos do Batman com seus adversários. Mais notavelmente, os críticos concordaram que as batalhas contra chefes de Arkham Origins foram uma melhoria em relação aos seus predecessores; eles ofereceram conflitos dinâmicos e multifásicos com suas próprias histórias.  Embora não considerassem todos igualmente divertidos ou impressionantes, os críticos disseram que sua variedade e imprevisibilidade proporcionavam muita emoção.
As versões de console de Arkham Knight receberam aclamação da crítica, mas um pouco menos do que Arkham City e Arkham Asylum. No entanto, ainda foi melhor recebido do que seu antecessor (Arkham Origins) e se tornou o jogo de venda mais rápida da franquia. O jogo foi incluído em muitas listas dos melhores jogos de 2015 e ganhou vários prêmios, incluindo Melhor Jogo Britânico no BAFTA Video Games Awards e Melhor Jogo no Empire Awards. Os elogios foram direcionados à narrativa, pontuação, escrita, visuais, designs de mundo e jogabilidade, enquanto a maioria das críticas foi direcionada à dependência excessiva do jogo no Batmóvel. A versão do jogo para Windows foi recebida com respostas ambivalentes, sendo criticada por vários problemas técnicos na época de seu lançamento, resultando na Warner Bros. removendo o jogo da venda no Steam, e cópias físicas sendo removidas das prateleiras, prometendo trabalhar em problemas de desempenho. Após seu relançamento, o jogo continuou a receber críticas por problemas técnicos persistentes. As versões de console foram lançadas com poucos ou nenhum problema técnico. Mashable e BuzzFeed colocaram o jogo entre os melhores videogames da década de 2010-2019. Edge e USA Today colocaram o jogo em suas listas dos melhores jogos de todos os tempos.